# Snelliusconstructie

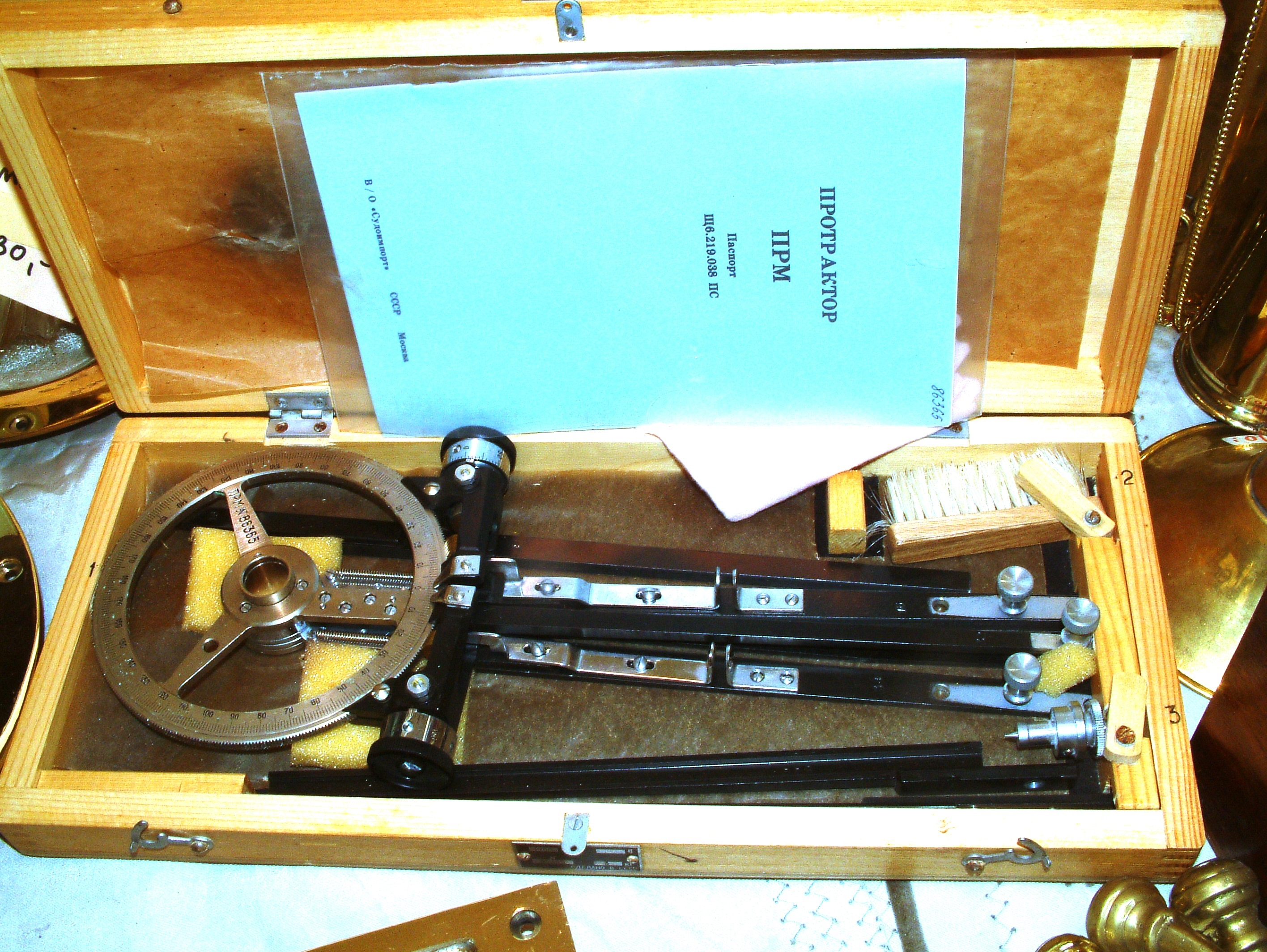
Plaatspasser in kist

De snelliusconstructie is een constructie gebruikt in kustnavigatie om een positie te bepalen aan de hand van kompaspeilingen als de deviatie van het kompas niet gekend is. Dit is mogelijk doordat de constructie gebruikmaakt van relatieve hoeken, in plaats van ware peilingen.

## Oorsprong
De methode is genoemd naar de Nederlandse astronoom en natuurkundige Willebrord Snel van Royen, beter bekend onder zijn pseudoniem Snellius, en dateert uit de 17e eeuw. Deze methode werd oorspronkelijk gebruikt in de landmeetkunde maar heeft vrij snel zijn toepassing gevonden in de navigatie.

## De methode

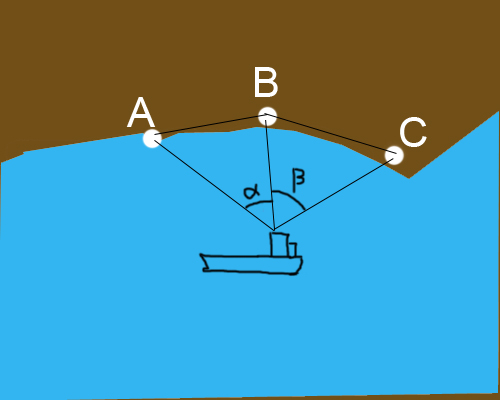
Schets van de methode

- Men neemt vanuit de positie drie peilingen van verschillende objecten waarvan de positie gekend is A, B, C
- Bereken de horizontale hoek tussen de eerste (punt A) en de tweede peiling (punt B) (hoek α)
- Bereken de horizontale hoek tussen de tweede (punt B) en de derde peiling (punt C) (hoek β)
- Verbind A met B met een rechte lijn
- Verbind B met C met een rechte lijn
- Teken de middelloodlijnen van de twee verkregen lijnstukken
- Teken vanuit punt A en B de horizontale hoek (90°-α) naar de positie toe
- Teken vanuit punt B en C de horizontale hoek (90°-β) naar de positie toe

Gebruik de respectievelijke snijpunten van deze lijnen (die op de middelloodlijnen zouden moeten vallen) als middelpunt voor een cirkel die respectievelijk door A en B en door B en C loopt.
Het snijpunt van beide cirkels geeft de positie of fix.

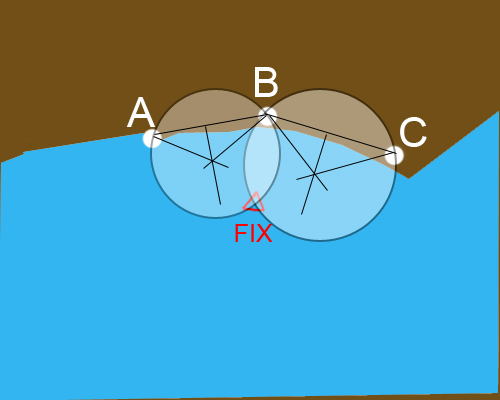
Schets van de methode

## Opmerkingen
- De nauwkeurigheid kan sterk worden vergroot door gebruik te maken van een sextant om de horizontale hoeken te meten.
- Indien de horizontale hoeken (α en β) groter zijn dan 90° dient de volgende aanpassing te worden gebruiken:

De horizontale hoek is dan gelijk aan (α-90°) of (β-90°) en dient uitgezet te worden weg van de positie.